# Vacances pour Ivette
Pour plus de détails, voir Fiche technique et Distribution.
Vacances pour Ivette (Vacaciones para Ivette) est une comédie espagnole réalisée par José María Forqué et sortie en 1964.

## Synopsis
Le film, sur un ton traditionnel, montre les premières années de l'ouverture prudente des Espagnols à l'étranger pendant la dictature de Franco (1939-1977), à travers un échange de vacances entre les enfants de deux familles, l'une espagnole et l'autre française.
Cependant, l'enfant français qu'ils attendaient est victime d'un accident avant de partir en voyage et celle qui arrive est sa sœur, une jeune femme française séduisante qui révolutionne la famille madrilène. Le garçon espagnol, quant à lui, doit trouver sa voie dans Paris.

## Fiche technique
- Titre français : Vacances pour Ivette[1]
- Titre original espagnol : Vacaciones para Ivette[2],[3],[4]
- Réalisation : José María Forqué
- Scénario : Vicente Coello (es), Pedro Masó
- Photographie : Juan Mariné
- Musique : Adolfo Waitzman (es)
- Société de production : Pedro Masó Producciones Cinematográficas
- Pays de production :  Espagne
- Langue originale : espagnol
- Format : Noir et blanc - 1,37:1 - Son mono - 35 mm
- Genre : comédie
- Durée : 90 minutes
- Date de sortie : 
  - France : 28 décembre 1964
  - Espagne : 18 février 1965

## Distribution
- Catherine Diamant : Ivette Bernard
- José Luis López Vázquez : Federico Aranda
- Luchy Soto : Julia
- Carlos Piñar : Miguel Aranda
- Marie Déa : Cécile Bernard
- Jacques Marin : Noël Bernard
- Guadalupe Muñoz Sampedro (es) : Doña María
- Alain Morat : le fils de Noël et Cécile Bernard
- Antonio Mayans : Josele
- Conchita Goyanes : l'amie de Miguel
- Emilio Gutiérrez Caba : Tito
- Pablito Alonso
- Olga Omar